# Abiodun Olujimi
Abiodun Christine Olujimi (sinh ngày 25 tháng 12 năm 1958) là một nữ chính trị gia người Nigeria. Bà là thượng nghị sĩ của thượng viện Nigeria, bà đại diện cho khu vực phía nam của bang Ekiti và là người được ủy quyền thay cho các dân tộc thiểu số. Bà được biết đến bởi sự can đảm, sự quản lí chặt chẽ và những cống hiến của bà về ngành viễn thông của Nigeria (từ đó, bà trở thành hội viên chính thức của ủy ban liên lạc của Nigeria).
Đảng phái chính trị của bà là đảng Dân chủ (tiếng Anh: Peoples Democratic Party)
Bà được hầu hết mọi người ở Nigeria xem là một trong những nữ chính trị gia đầy kinh nghiệm.

## Cuộc đời và học vấn
Bà sinh ra trong một gia đình thấp kém ở thị trấn Omuo-Ekiti, bang Ekiti. Do đó, ở tuổi 14, bà đã phải làm việc vất vả để có tiền đi học ở một tiệm vải tại bang Lagos. bà bắt đầu đi học tại trường trung học nữ Our Lady of Apostles tại Ibadan, bang Oyo và sau đó thì vào học viện nhà báo Nigeria rồi tốt nghiệp vào năm 1978. Abiodun Christine Olujimi cũng nhận được bằng cử nhân khoa học chính trị, quan hệ công chúng và truyền thông đại chúng của đại học Abuja, bang Abuja, Nigeria.

## Sự nghiệp
Những buổi phát thanh và tờ báo mà bà viết thì rất đáng để đọc. Tuy nhiên đó không phải là nghề nghiệp mà bà mong muốn. Trong thời gian đó, bà đã cộng tác với những tờ báo như: Nigerian Tribune, Nigerian Posts and Telecommunication, Nigerian Television Authority, the Delta Steel Company, Ovwian Aladja, Reflex Concept và kênh DBN Television. Và thậm chí, bà đã trở thành quản lí hàng đầu của kên DBN Televison (từ năm 1993 đến năm 1997).
Năm 2003, bà được bổ nhiệm làm trợ lí đặc biệt cho thống đốc bang Ekiti. Từ đó, bà được bầu chọn vào hạ viện liên bang.
Năm 2005, bà trở thành phó thống đốc bang Ekiti.
Năm 2015, bà giành được chức thượng nghị sĩ đại diện cho miền Nam bang Ekiti tại Quốc hội.